# Kim Moon-hwan
Đây là một tên người Triều Tiên, họ là Kim.
Kim Moon-hwan (tiếng Hàn: 김문환; Hán-Việt: Kim Văn Hoàn; sinh ngày 1 tháng 8 năm 1995) là một cầu thủ bóng đá Hàn Quốc thi đấu ở vị trí tiền vệ cho Los Angeles FC.

## Sự nghiệp
Kim ký hợp đồng với Busan IPark ngày 3 tháng 1 năm 2017.
Anh là cầu thủ ra sân thường xuyên cho Busan Trong mùa giải chuyên nghiệp đầu tiên, có thể chơi ở nhiều vị trí, bao gồm tiền vệ chạy cánh, hậu vệ chạy cánh, và hậu vệ.

## Thống kê sự nghiệp câu lạc bộ
Tính đến 25 tháng 5 năm 2021
| Thành tích câu lạc bộ | Thành tích câu lạc bộ | Thành tích câu lạc bộ | Giải vô địch | Giải vô địch | Cúp      | Cúp       | Play-off  | Play-off  | Tổng cộng | Tổng cộng |
| Mùa giải              | Câu lạc bộ            | Giải vô địch          | Số trận      | Bàn thắng    | Số trận  | Bàn thắng | Số trận   | Bàn thắng | Số trận   | Bàn thắng |
| Hàn Quốc              | Hàn Quốc              | Hàn Quốc              | League       | League       | KFA Cup  | KFA Cup   | Play-offs | Play-offs | Tổng cộng | Tổng cộng |
| --------------------- | --------------------- | --------------------- | ------------ | ------------ | -------- | --------- | --------- | --------- | --------- | --------- |
| 2017                  | Busan IPark           | K League 2            | 30           | 4            | 7        | 0         | 2         | 0         | 39        | 4         |
| 2018                  | Busan IPark           | K League 2            | 24           | 3            | 1        | 1         | 2         | 0         | 27        | 4         |
| 2019                  | Busan IPark           | K League 2            | 27           | 0            | 0        | 0         | 2         | 0         | 29        | 0         |
| 2020                  | Busan IPark           | K League 1            | 24           | 1            | 1        | 0         | —         | —         | 25        | 1         |
| Hoa Kỳ                | Hoa Kỳ                | Hoa Kỳ                | League       | League       | Open Cup | Open Cup  | Khác      | Khác      | Tổng cộng | Tổng cộng |
| 2021                  | Los Angeles FC        | MLS                   | 3            | 0            | 0        | 0         | —         | —         | 3         | 0         |
| Tổng cộng sự nghiệp   | Tổng cộng sự nghiệp   | Tổng cộng sự nghiệp   | 108          | 8            | 9        | 1         | 6         | 0         | 123       | 9         |